# Česká Třebová (stacja kolejowa)
Česká Třebová – stacja kolejowa w miejscowości Česká Třebová, w kraju pardubickim, w Czechach na adresie náměstí Jana Pernera 579. Położona jest na wysokości 385 m n.p.m. Jest to ważna stacja węzłowa na linii do Pragi, Brna i Ołomuńca. Obecny budynek dworca został wybudowany w 1924.

## Linie kolejowe
- linia 010: Česká Třebová - Pardubice - Kolín (dalej do Pragi)
- linia 260: Česká Třebová - Brno (dalej do Wiednia i Bratysławy)
- linia 270: Česká Třebová - Ołomuniec - Przerów - Ostrawa - Bogumin